# 圍乪

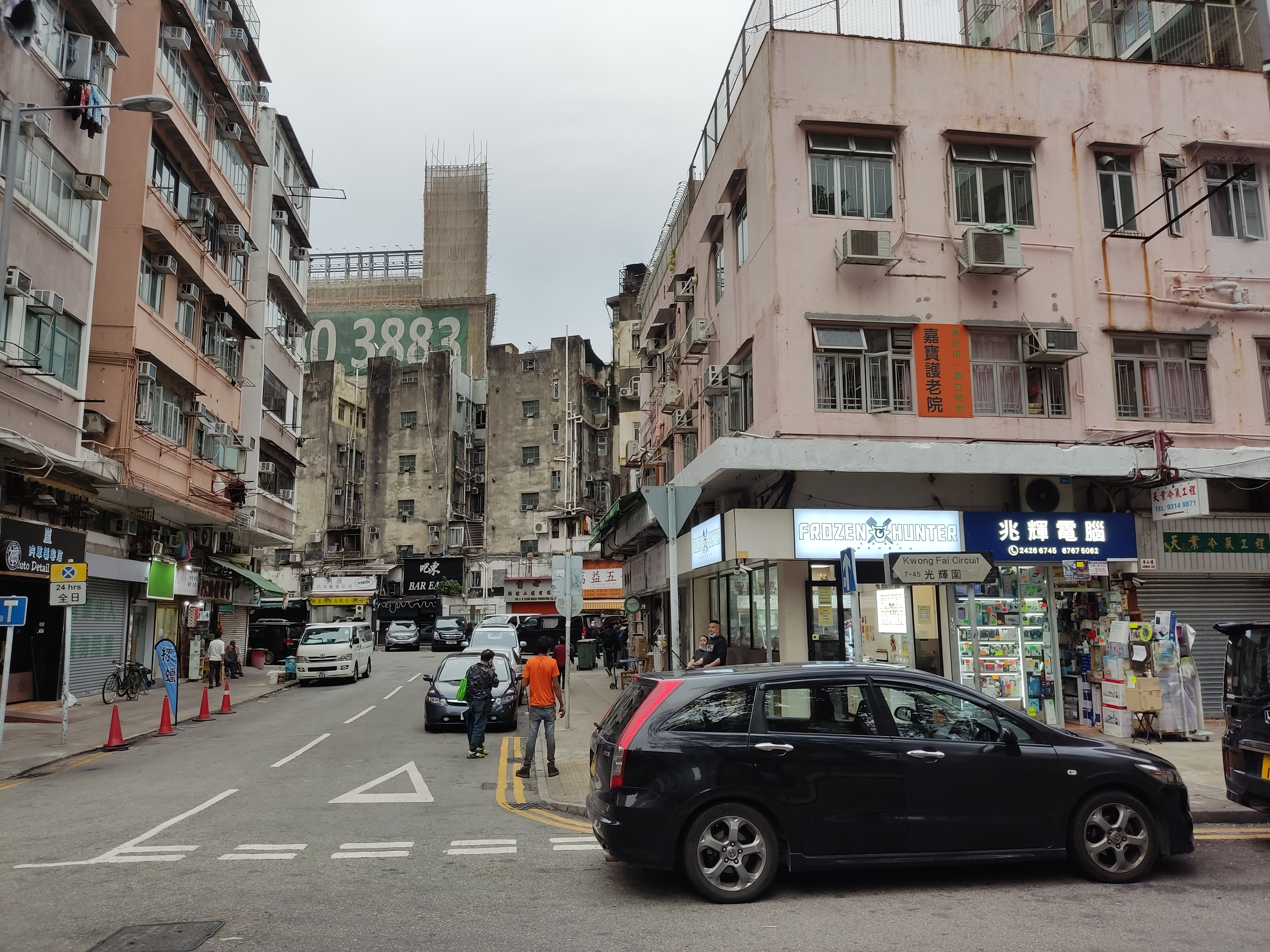
光輝圍光輝里是圍乪村原址。圍乪村清拆後，村民遷入圖片正中的一列唐樓。

圍乪（英語：Wai Kek），又名歐陽屋，是香港新界葵涌的一條已清拆的客家村落，原址位於現今葵興光輝圍北部。

## 地理
中葵涌是荃灣來往九龍的必經之路，路上有多條客家村落，包括圍乪、圳邊（傅屋）、油麻磡（曾屋）、昂磡（陳姓）、禾塘咀（鄧屋）、梨木樹等。大帽山南麓有河水經葵涌流出垃圾灣，是為大坑，大坑在橫龍仔一段河道曲折，位於河道和水田旁的圍乪村因而得名。「乪」是廣東方言用字，源自客家語，用以稱呼彎曲的河流。

## 歷史

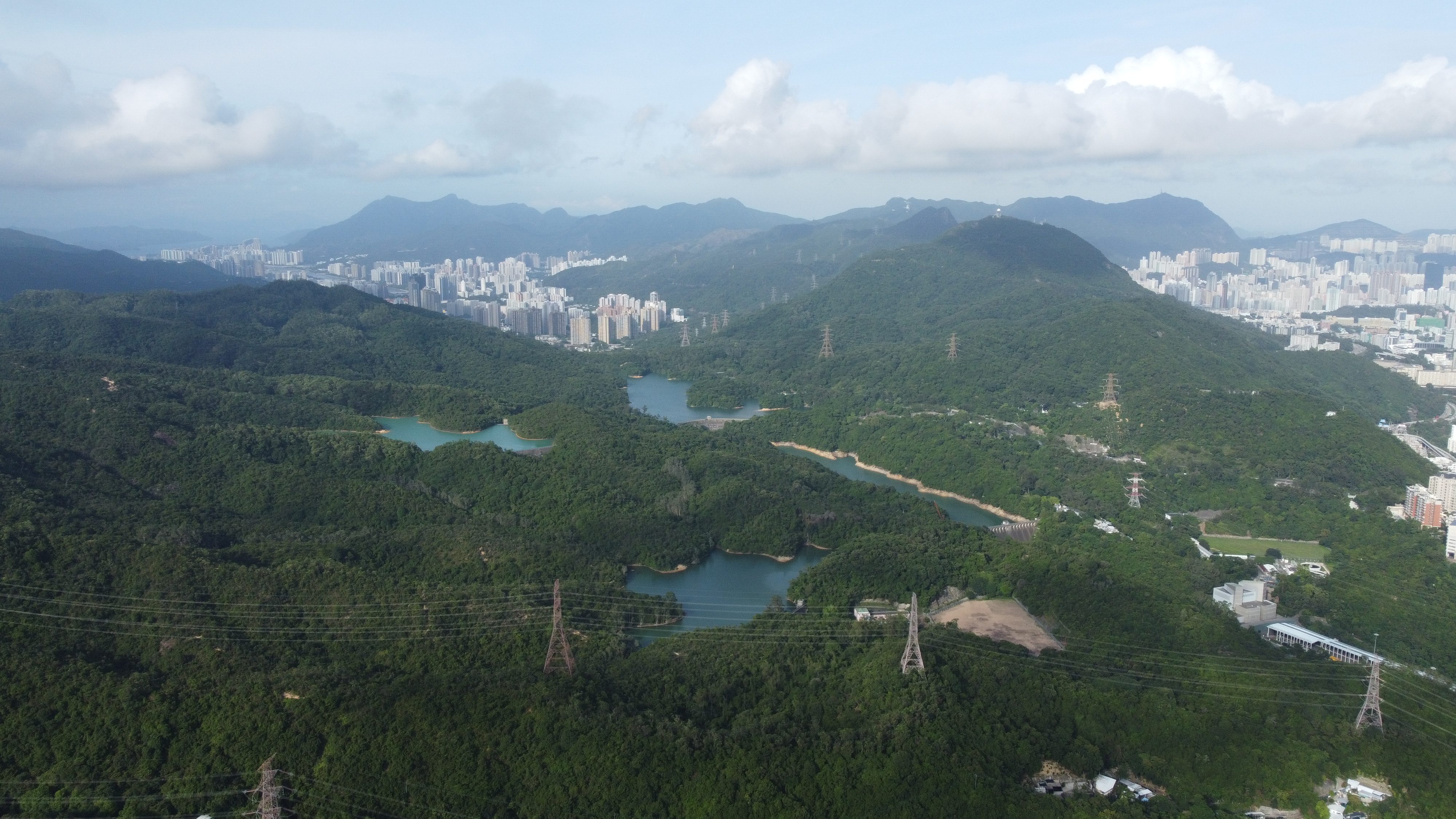
九龍水塘群

圍乪村源自金山爛泥塘村（現今九龍水塘）歐陽氏。據圍乪村一名年長村民在1960年代受訪時指出，爛泥塘曾捲入1862年至1864年間荃灣、城門兩鄉械鬥。事件令深居於山中的爛泥塘村民明白到他們與友村相距太遠，不利治安。為避免再有類似事件發生，族人於19世紀末決定舉家遷居葵涌低地，以逃避城門鄉的侵擾。
圍乪村是一條新界原居民村落，村的規模較小，只有約10多間向南的青磚村屋和一座祠堂。該村隸屬於荃灣鄉事委員會，載於新界鄉議局編著的《新界原有鄉村名冊》，在1905年批出的集體官契中圍乪與炭廠村、橫龍仔同為登記於下葵涌的名下。
1920年，青山公路完工，葵涌一段青山公路穿過橫龍仔各村，並剛好坐落於圍乪村北面。1950年代，葵涌發展一日千里，圍乪村周邊陸續建成不同工廠，以食品廠和醬油廠佔多數，葵涌大坑亦改道成一條大坑渠。
1952年，中葵涌各村在油麻磡合辦葵涌公立學校。歐陽瑞祥是建校委員會常委之一。1970年，葵涌公立學校擴建，歐陽新友是擴建校舍委員會委員之一。
1953年，政府開始與歐陽氏族人商討搬村計劃，以騰出土地作現代化城市發展。經過八年的磋商，荃灣理民府與歐陽氏於1962年達成換地協議，作價每呎8元將圍乪村清拆，以每呎10元地價交換原村旁邊的樓地。村民補回7,000多元差價後，獲得4,500呎樓地，無須補地價。政府利用屋地換樓地的方式搬村曾用於大屋圍和鳳凰新村，但新樓地在原村旁邊則屬首次。
取得換地協議後，歐陽氏與承建商合作建樓，村民可獲新樓的40%業權。1962年，圍乪村西面部份率先清拆，以騰出部份地皮興建新樓。1963年，圍乪村全部六戶居民遷進新樓（青山公路葵涌段513-529號），新樓一列六幢，樓高五層，設有閣樓，村民擁有30層中的12層。歐陽氏將其中一幢新樓的頂樓闢作祠堂之用，外牆上刻有「歐陽家祠」四字（刻字已於2010年代中被除去）。新樓是葵涌區歷史上第一幢分層式住宅，存在至今。
新樓入伙後，圍乪村剩餘東面部份隨即清拆，原址發展成友成樓。圍乪村附近一帶在1970年代初發展成光輝圍。